# Redcar and Cleveland
Redcar and Cleveland este o Autoritate Unitară în regiunea North East England. 

## Orașe în cadrul districtului
- Guisborough;
- Loftus;
- Redcar;
- Saltburn-by-the-Sea;
- South Bank;

1. ↑   https://ons.maps.arcgis.com/home/item.html?id=a79de233ad254a6d9f76298e666abb2b Lipsește sau este vid: |title= (ajutor)